# Coccinella/Stazione del rock
Coccinella/Stazione del rock è il primo singolo discografico di Ghigo Agosti.

## Il disco
La prima edizione del disco venne pubblicata in Italia nel marzo del 1959 con la copertina standard forata; in realtà l'anno precedente era uscito in pochissime copie (Flexy-disc) con copertina natalizia sponsorizzata dalla Coca Cola e nel 1961 con ristampa italiana. Il primissimo 45 giri presenta due brani per il mercato americano, diventato una rarità discografica.
La stampa italiana è curata dalla Primary, etichetta facente parte del gruppo Ri-Fi e guidata da Giovan Battista Ansoldi; la seconda edizione del disco ha invece una copertina raffigurante una fotografia di Ghigo davanti al microfono.
Mentre sull'etichetta le canzoni sono attribuite a Ghigo e gli Arrabbiati, in copertina invece è riportato solo il nome del cantante.
Sia Coccinella che Stazione del rock erano state scritte da Ghigo ed eseguite dal vivo già due anni prima della pubblicazione, ed erano entrambe due canzoni di Rock and roll, tra le prime scritte in Italia. L'esecuzione orchestrale fu diretta dal maestro Piero Soffici, amico collaboratore di Ghigo e supervisore musicale dell'etichetta milanese Primary.
Ghigo aveva dedicato la canzone alla parigina Coccinelle, una delle prime celebri transessuali nel mondo dello spettacolo, che nel 1958 si era sottoposta a un intervento chirurgico per cambiare ufficialmente sesso. L'argomento del testo (pur essendo, in realtà, solamente accennato) fece censurare il brano alla Rai anche se non subito e permettendo così al brano una certa promozione e, di conseguenza, un buon risultato di vendite. Nel corso degli anni Coccinella è stata reincisa da molti altri artisti, da Ruggero Oppi che incise un 45 giri pubblicato in Belgio dalla Moonglow Records, da Josè De La Vega che la incise nel 1960 in spagnolo intitolandola Jo te quiero, e nel 1961 fu anche effettuata una cover dall'urlatore Guidone. Nel 1981 invece, fu eseguita dal cantante italiano Ivan Cattaneo, un'altra celebre cover edita nell'album Italian Graffiati. La rock and roll band siciliana Francois e le coccinelle, che ha preso il nome proprio da questa canzone, l'ha pubblicata nel 1990 con il titolo 'Oh Coccinella'. Nel 1961 vi fu un'altra riedizione di Coccinella, curata dalla Coca Cola, con sul retro il brano Why Wait, cantato da Juan Alegre.

## Tracce
LATO A
1. Coccinella (testo: Ghigo Agosti – musica: Piero Soffici; edizioni musicali Southern music)

LATO B
1. Stazione del rock (testo: Ghigo Agosti – musica: Piero Soffici; edizioni musicali Southern music)